# Vashti Cunningham
Vashti Cunningham, född den 18 januari 1998 i Las Vegas, är en amerikansk höjdhoppare. Hon satte nytt juniorvärldsrekord vid de amerikanska inomhusmästerskapen den 12 mars 2016 med 199 cm. En vecka därefter vann hon guld vid inomhusvärldsmästerskapen i Portland, Oregon med 196 cm. Hennes utomhusrekord är 196 cm från de pan-amerikanska mästerskapen 2015.